# 日本鉄道施設協会
一般社団法人日本鉄道施設協会（にほんてつどうしせつきょうかい, 英: Japan Railway Civil Engineering Association）とは、鉄道施設に関する技術の振興及び鉄道の安全性向上に関する事業を行い、もって公共の福祉の増進に寄与することを目的とする一般社団法人である。1953年に日本保線協会として設立され、1963年に日本鉄道施設協会に改組された。以前は国土交通省鉄道局所管の社団法人だったが、公益法人制度改革に伴い、2011年4月1日に一般社団法人に移行した。略称はJRCEA。

## 沿革
- 1953年（昭和28年5月15日） - 日本保線協会設立総会
- 1953年（昭和28年12月23日） - 社団法人日本保線協会設立許可
- 1963年（昭和38年12月19日） - 社団法人日本鉄道施設協会に改組
- 2011年（平成23年3月30日） - 一般社団法人日本鉄道施設協会移行認可
- 2011年（平成23年4月1日） - 一般社団法人日本鉄道施設協会移行登記
- 2018年（平成30年3月31日） - 公益目的支出計画の実施完了